# Lunge (Lebensmittel)

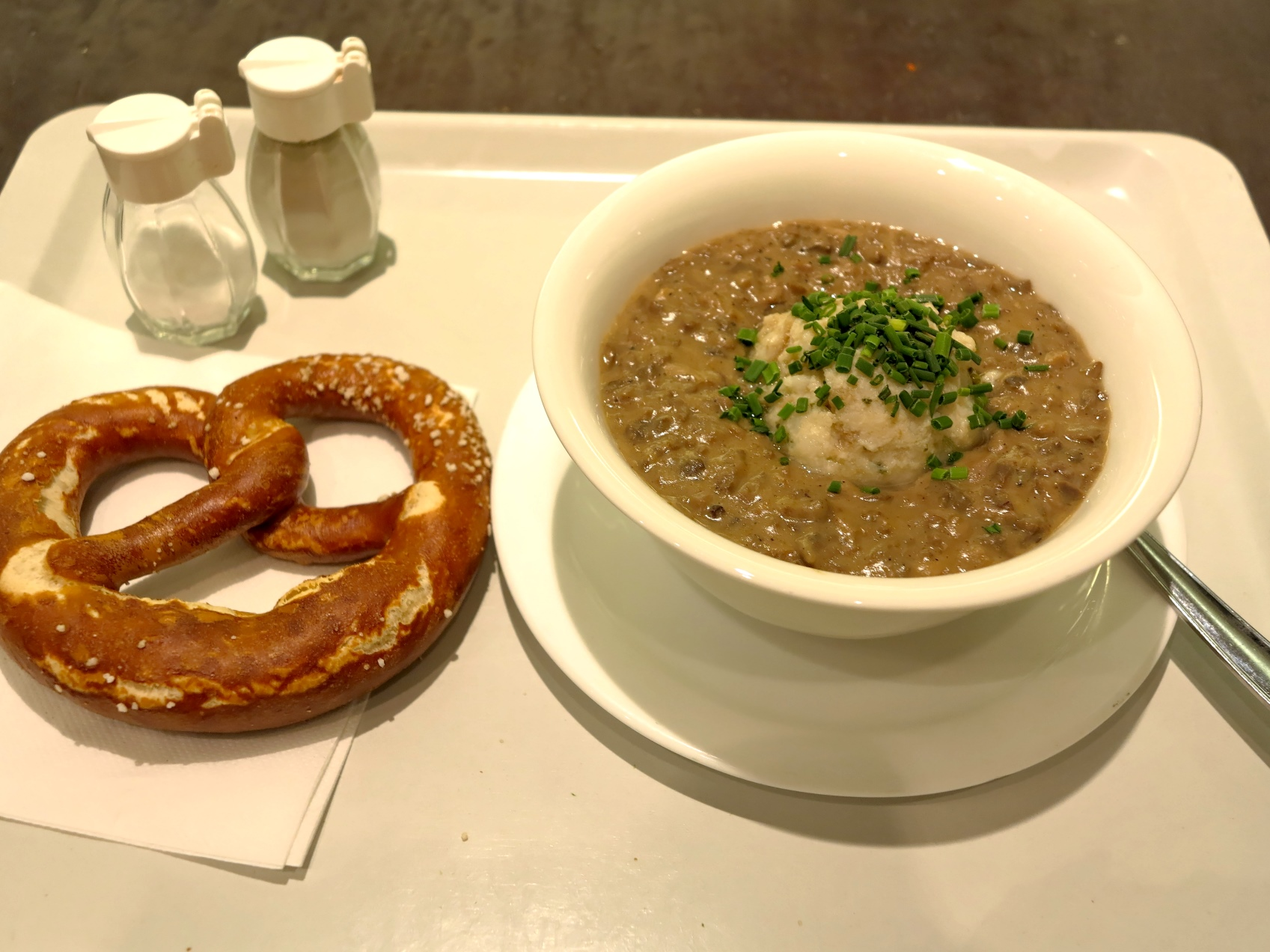
Saures Lüngerl mit Semmelknödel

Lunge, auch Lüngerl oder Beuschel,  hat den geringsten Nährwert unter den Innereien. Kalb- und Lammlunge wird aber für viele regionale Spezialitäten verwendet, besonders in Bayern, im Vogtland (Geschlinge), Schlesien (Gelinge, Gelenge, Gelünge, Geschnärre, Gepläutze [von polnisch płuco ‚Lunge‘]), Österreich und Frankreich (julienne de poumons, deutsch  feines Lungengeschnetzeltes). Die gröberen Lungen von Schwein und Rind werden nur als Zutat von Blut-, Leber- und Lungenwurst genutzt.
Traditionelle Gerichte sind Beuschel (Saure Lüngerl, Lungenhaschee), Lungenschmarrn, Lungenstrudel und Lungensuppe.